# Praia da Cachoeira do Bom Jesus
Praia da Cachoeira do Bom Jesus (ou plus simplement Praia da Cachoeira) est une plage de la municipalité de Florianópolis, au Brésil. Elle se situe au nord-ouest de l'île,  à 27 km du centre ville. 
Contigüe de la plage de Canasvieiras, elle n'a été baptisée que récemment. Tout comme cette dernière, elle est très fréquentée par les touristes argentins. 